# Wydra Zielona
Wydra Zielona – osiedle Zawiercia, graniczące z osiedlami Warty i Kromołów.

## Historia
Powstanie osiedla było inicjatywą mieszkańców, którzy chcieli mieć odrębny samorząd. 26 marca 2014 roku Rada Miejska w Zawierciu podjęła uchwałę o wyodrębnieniu osiedla Wydra Zielona z części osiedli Warty i Kromołów.

## Charakterystyka
Wydra Zielona jest osiedlem wyłącznie z zabudowaniami jednorodzinnymi; nie znajduje się na nim żaden budynek wielorodzinny. W 2015 roku osiedle zamieszkiwało 119 mieszkańców, co czyniło Wydrę Zieloną najmniej zaludnioną częścią miasta. W skład osiedla wchodzą ulice: Olkuska, Pionierów, Winna oraz część Paderewskiego i Siewierskiej.
Na terenie osiedla znajduje się zbiorowa mogiła powstańców styczniowych.

## Instytucje
- Powiatowy Inspektorat Weterynarii